# Július Jakoby
Július Jakoby (in ungherese Jakoby Gyula) (Košice, 28 marzo 1903 – Košice, 15 marzo 1985) è stato un pittore slovacco.

## Biografia
Ricevette la sua formazione artistica alla scuola grafica privata di Eugen Krón a Košice dal 1923 al 1926. Fra il 1927 e il 1928 proseguì gli studi all'università tecnica di Budapest sotto la guida di István Réti. Interruppe gli studi per tornare a Košice, dove continuò a risiedere fino alla morte. Conosciuto per le sue idee anticonformiste, partendo dalle tradizioni della pittura sociale si avvicinò alla pittura europea del XX secolo, ma si mantenne rigorosamente autonomo rispetto ai movimenti internazionali.
Si dedicò al disegno, al pastello, ai mosaici in pietra e in ceramica. Le sue opere di esordio hanno un forte contenuto sociale, con accenti grotteschi e intrinsecamente ironici, quali si riscontrano ad esempio nelle opere Nezamestnaný krompašský robotník ("Operaio disoccupato di Krompachy", 1925) e Strach ("Paura", 1934). Le sue opere sono caratterizzate da un'enfasi sul ruolo del colore, che esalta la dinamica e la calligrafia immediata e libera, come in Cirkus ("Circo").
Nel 1968 lo stato gli conferì il titolo di artista meritevole. 
Le sue opere sono esposte alla Galleria Nazionale Slovacca, alla Galleria Nazionale di Praga e alla Galleria Nazionale Ungherese, oltre che in molti musei d'arte e collezioni private slovacche. La più grande raccolta dei suoi quadri è ospitata alla Galleria della Slovacchia orientale di Košice.